# 財団法人日本漢字能力検定協会公認 漢検DS
『財団法人日本漢字能力検定協会公認 漢検DS』（ざいだんほうじんにほんかんじのうりょくけんていきょうかいこうにん かんけんディーエス）は、2006年9月28日にロケットカンパニーから発売された漢字トレーニングゲームである。
DS版の続編やWii版も発売された。

## 構成
漢字検定（チャレンジ）
初期状態では10級Bから開始され、1日に1度挑戦できる昇級試験で合格すると、10級Bから10級Aに昇格し、10級Aを合格すると9級Bに進む。以降同様に2級Bまで進むことができる。また不合格の場合は、降級もある。試験内容は実際の試験を想定したもので、各級によって問題内容が異なっている。
漢字訓練（トレーニング）
漢字のトレーニングができる。各級、各分野ごとに細分化されていて、分野も各級によって異なる。トレーニング中に誤りがあった箇所は、後に復習問題として再挑戦できる。
MY漢検（チェック）
漢字検定や漢字訓練を受けている時の画面の右下に、正方形型のチェックを入れる欄があり、チェックを入れるとここで何度でも復習が出来る。なお、分野には漢字訓練のに加えて総合的に復習が出来る機能も備えている。
漢字遊戯（ゲーム）
漢字の各分野に分けたミニゲーム。ある条件を満たすと出現するゲームもある。解答がでないという不便さがあるが、この機能自体が「おまけ」の要素として考えられる。
成績閲覧
漢字検定や漢字遊戯の成績やグラフが掲載されている。
その他
各種設定。文字認識速度を変更できる。

## 文字認識
文字入力する際に、画面下中央の四角内に書くことによって自動識別され、画面左に入力されるが、細かい箇所、例えば濁点、半濁点は、誤認識されることがある。
本作品は実際の漢検を想定したものであるが、本番の漢字能力検定試験では漢字の採点基準のひとつとなっている「止め」「はね」は、ハードの限界により判定が甘く設定されている点にも、注意を要する。

## バグ
- 8級の読み (2) の問題において「問い」の答え「と」が「とい」になっている
- 書き順の問題で「世」の書き順が誤っている
- 準2級の読み(2)の問題「綱を鍛えて刀剣を作る。」において「綱」の読みが「はがね」となっているが、そもそも問題文が間違っており、正しくは、かねへんの「鋼」である

メーカーによると、上記「綱」のバグは、初期ロットで見られる不具合で、無償交換できる。

## シリーズ作品
- 漢検DS2+常用漢字辞典（2007年9月27日発売）
- 財団法人日本漢字能力検定協会公認 漢検Wii 漢字王決定戦（2007年12月27日発売）
- 漢検DS3デラックス（2009年4月9日発売）
- 公益財団法人日本漢字能力検定協会 漢検トレーニング（2014年9月25日発売）
- 公益財団法人日本漢字能力検定協会 漢検トレーニング2（2017年7月20日発売）
- 公益財団法人日本漢字能力検定協会 漢検スマート対策（2022年12月8日発売）